# Liste der Kardinaldiakone von Santa Maria in Aquiro
Folgende Kardinäle waren Kardinaldiakone von Santa Maria in Aquiro (lat. Diaconia Sanctae Mariae in Acyro):
- Gründung unter Papst Gregor III. (731–741) -
(...)
- Bertrand de Montfavez (1316–1342)
- Etienne Alberti (oder Aubert) (1361–1368)
- Pierre de Fétigny (1383–1392), Pseudokardinal von Gegenpapst Clemens VII.
- Jofré de Boil (1397–1400), Pseudokardinal von Gegenpapst Benedikt XIII.
- Giovanni Colonna (1480–1508)
- Luigi d’Aragona, in commendam (1508–1517)
- Guillaume III. de Croÿ (1517–1521)
- vakant (1521–1535)
- Gasparo Contarini (1535)
- Marino Ascanio Caracciolo (1535–1538)
- Ippolito II. d’Este (1539–1564); in commendam (1564)
- Benedetto Lomellini (1565)
- Zaccaria Dolfin (1565 oder 1566–1578)
- Antonmaria Salviati (1584–1587)
- vakant (1587–1596)
- Pompeio Arrigoni (1596–1597)
- Lorenzo Magalotti (1624); Kardinalpriester pro hac vice (1624–1628)
- Antonio Barberini (1628–1632)
- Jan Olbracht Wazy SJ (1632–1634)
- Paolo Emilio Rondinini (1643–1655)
- Friedrich von Hessen-Darmstadt (1655–1656)
- Giacomo Franzoni (1660–1669)
- Lazzaro Pallavicino (1670–1677)
- vakant (1677–1681)
- Michelangelo Ricci (1681–1682)
- vakant (1682–1686)
- Gasparo Cavalieri (1686–1688)
- Gianfrancesco Albani (1690)
- Lorenzo Altieri (1690–1707)
- vakant (1707–1716)
- Carlo Maria Marini (1716–1738)
- Carlo Maria Sacripante (1739–1741)
- Alessandro Tanara (1743–1754)
- Marcantonio Colonna (1759–1762)
- Andrea Negroni (1763–1765)
- vakant (1765–1775)
- Pasquale Acquaviva d’Aragona (1775–1779)
- vakant (1779–1785)
- Ferdinando Spinelli (1785–1789)
- Francesco Guidobono Cavalchini (1818–1828)
- vakant (1828–1832)
- Mario Mattei (1832–1842)
- vakant (1842–1853)
- Domenico Savelli (1853–1864)
- vakant (1864–1868)
- Annibale Capalti (1868–1877)
- Antonio Pellegrini (1877–1887)
- Luigi Macchi (1889–1896)
- vakant (1896–1901)
- Francesco Salesio Della Volpe (1901–1916)
- Louis-Ernest Dubois, titolo pro illa vice (1916–1929)
- Federico Cattani Amadori (1935–1943)
- Pierre-André-Charles Petit de Julleville, Kardinalpriester pro hac vice (1946–1947)
- vakant (1947–1953)
- Carlos María Javier de la Torre, Kardinalpriester pro hac vice (1953–1968)
- Mario Casariego y Acevedo CRS, Kardinalpriester pro hac vice (1969–1983)
- Antonio Innocenti (1985–1996); Kardinalpriester pro hac vice (1996–2008)
- Angelo Amato SDB (2010–2021); Kardinalpriester pro hac vice (2021–2024)
- vakant